# 충주성남초등학교
충주성남초등학교는 충청북도 충주시 교현동에 있는 공립 초등학교이다.

## 학교 연혁
- 1970년 11월 12일: 충주성남국민학교 설립인가
- 1971년 3월 1일: 14학급 767명 편성
- 1971년 4월 2일: 개교식 거행
- 1984년 3월 10일: 병설유치원 개원
- 1986년 3월 1일: 종민분교장 본교 편입
- 1990년 3월 1일: 동신분교장 본교 편입
- 1995년 3월 1일: 종민분교장, 동신분교장 통폐합
- 1996년 3월 1일: 충주성남초등학교로 개칭
- 2007년 3월 1일: 충청북도교육청지정 교실수업도약 시범학교
- 2011년 6월 2일: 제39회 전국소년체육대회 배드민턴 금메달 획득
- 2016년 2월 19일: 제44회 졸업식
- 2016년 3월 1일: 35학급편성 (879명), 특수1학급 개설
- 2016년 6월 2일: 제45회 전국소년체육대회 배드민턴 은메달 획득
- 2016년 9월 1일: 제17대 김규열 교장 부임

## 참고 자료
- 충주성남초등학교 - 한국교육학술정보원 학교알리미